# Pietniczany (rejon żydaczowski)
Pietniczany (ukr. П'ятничани) – wieś na Ukrainie w rejonie lwowskim (do 2020 roku w rejonie żydaczowskim) należącym do obwodu lwowskiego. Przez wieś przebiega ukraińska droga krajowa N09.

## Położenie
Na podstawie Słownika geograficznego Królestwa Polskiego i innych krajów słowiańskich: Pietniczany to wieś w powiecie bóbreckim, 9 km na południe od sądu powiatowego i urzędu pocztowego w Bóbrce.

## Zabytki
- Wieża w Pietniczanach -  wybudowana w XIV-XV w. pełniła funkcję wieży strażniczej. Inna teoria mówi, że jest pozostałością po zamku Sieniawskich lub fragmentem budowli obronnej klasztoru oo. bazylianów. Wysokość wieży to 10 metrów. Ma cztery kondygnacje: zerową - piwnicę; pierwszą, przez którą wchodziło się na teren zamku; drugą, do której wchodziło się przez zewnętrzne schody na dziedzińcu; trzecią, z której wychodziło się na drewnianą galerię. Wieża była jednym z elementów kompleksu obronnego na historycznej trasie Halicz-Holm. Przypuszczalnie może to być zamek warty granicznej w systemie obrony Holma. Wszystkie elementy zamku, z wyjątkiem wieży, były drewniane i nie zachowały się do współczesnych czasów. Badania archeologiczne z lat 80. XX w. potwierdziły, że wieża jest jedną z tak zwanych „Wież Wołynia”, ponieważ  ziemie wołyńskie i galicyjskie w tym czasie były jedynym księstwem, takie wieże mogły być również budowane na ziemiach Galicji[2].

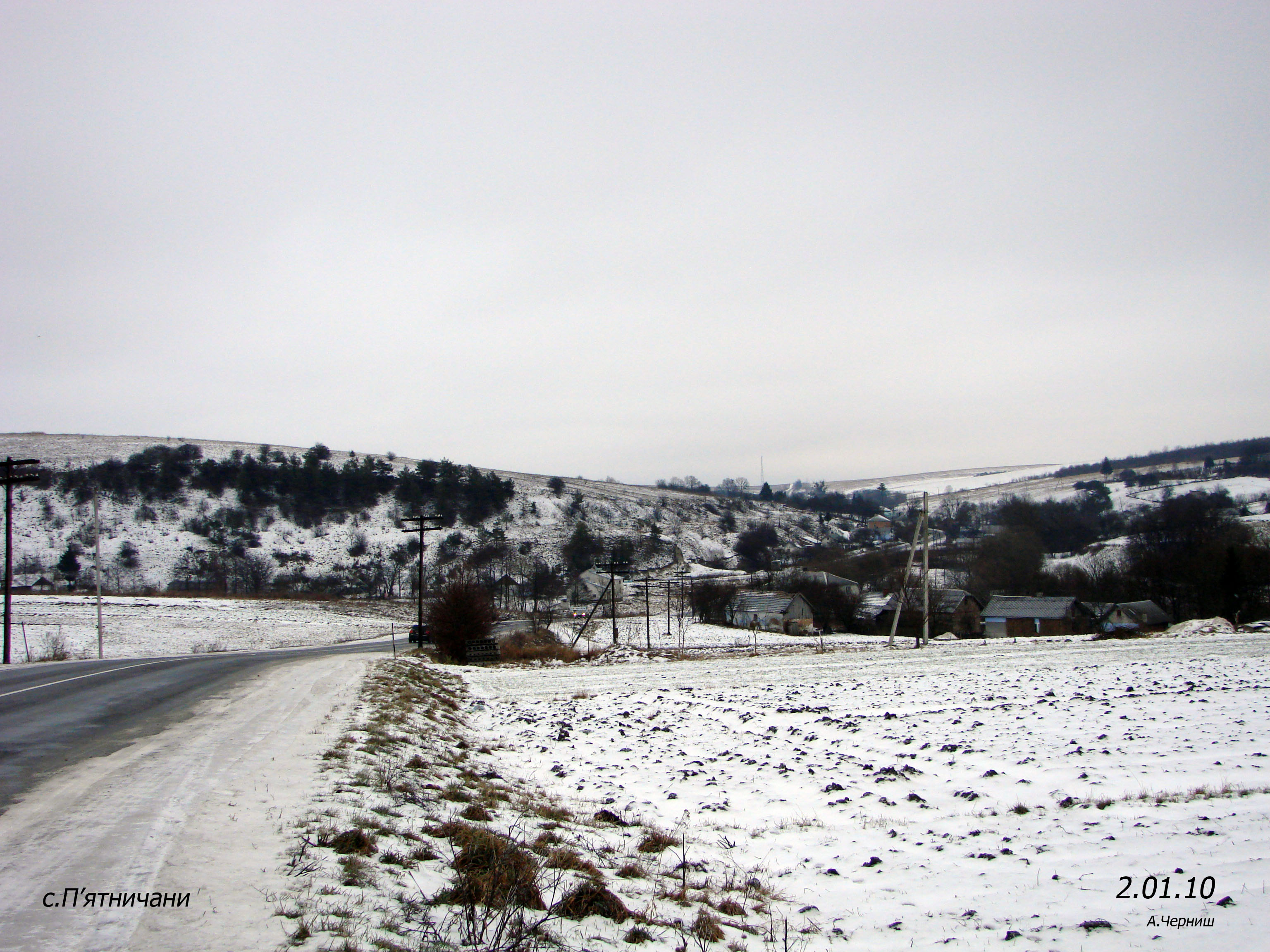
Wieś
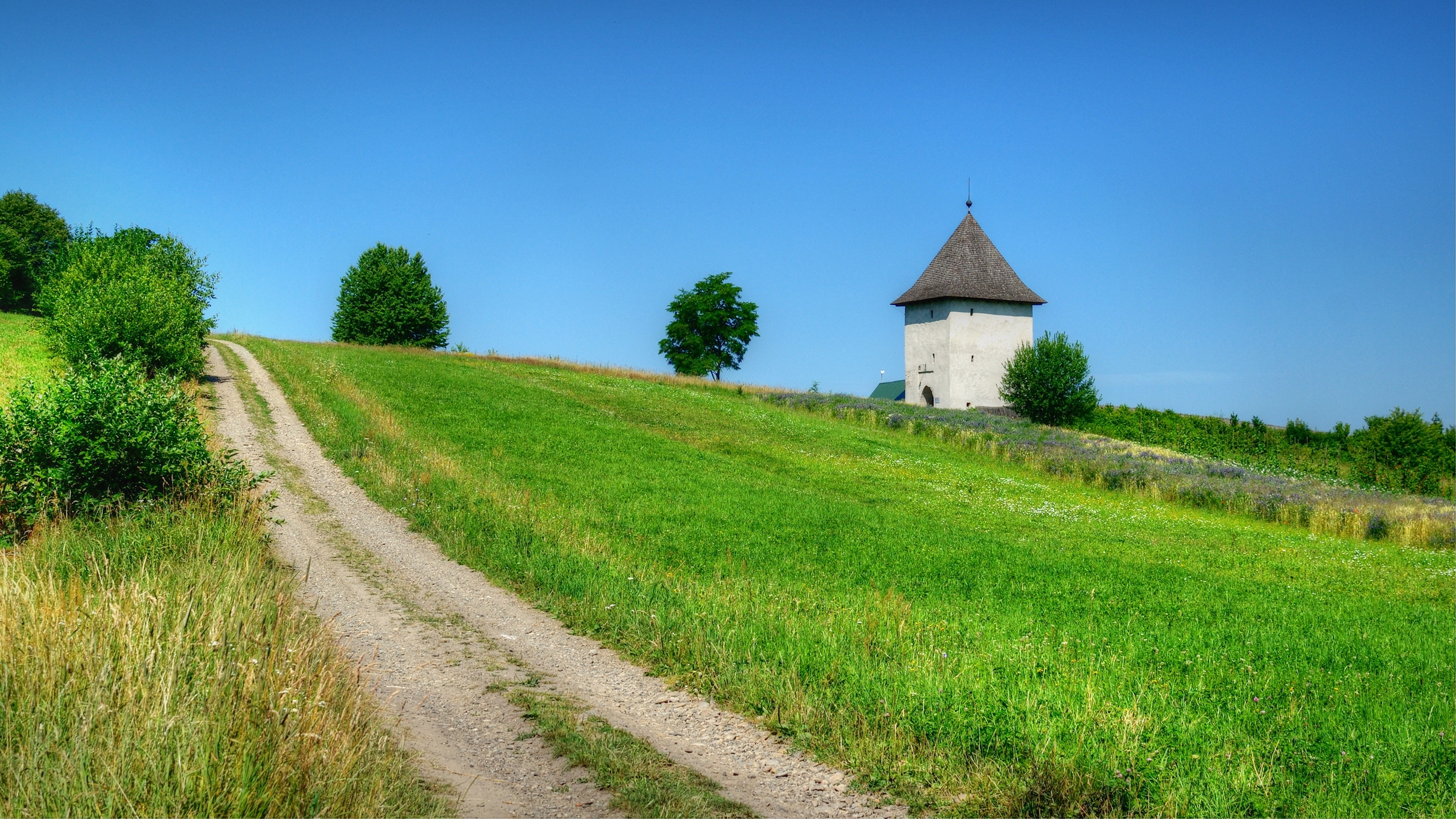
Droga do wieży
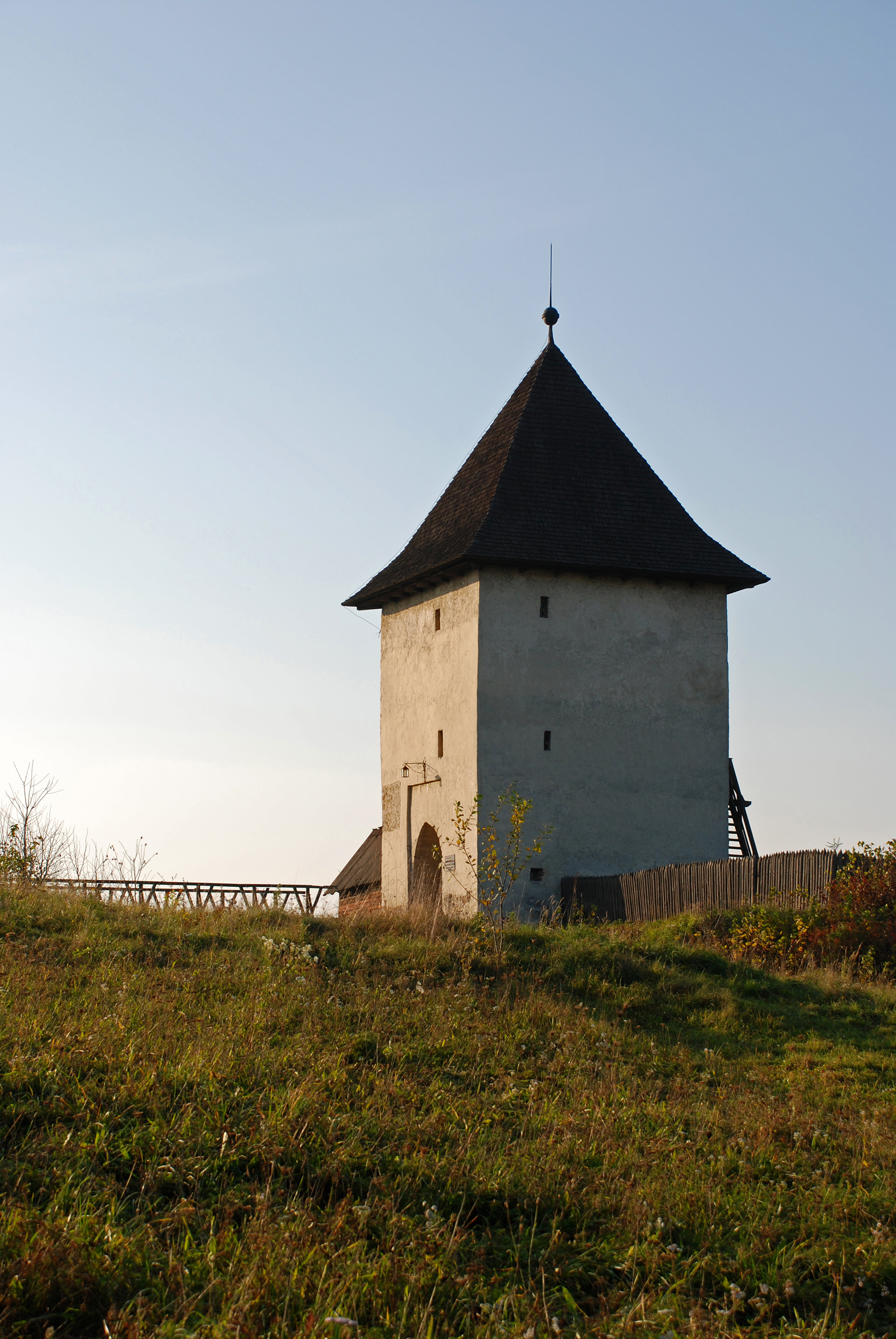
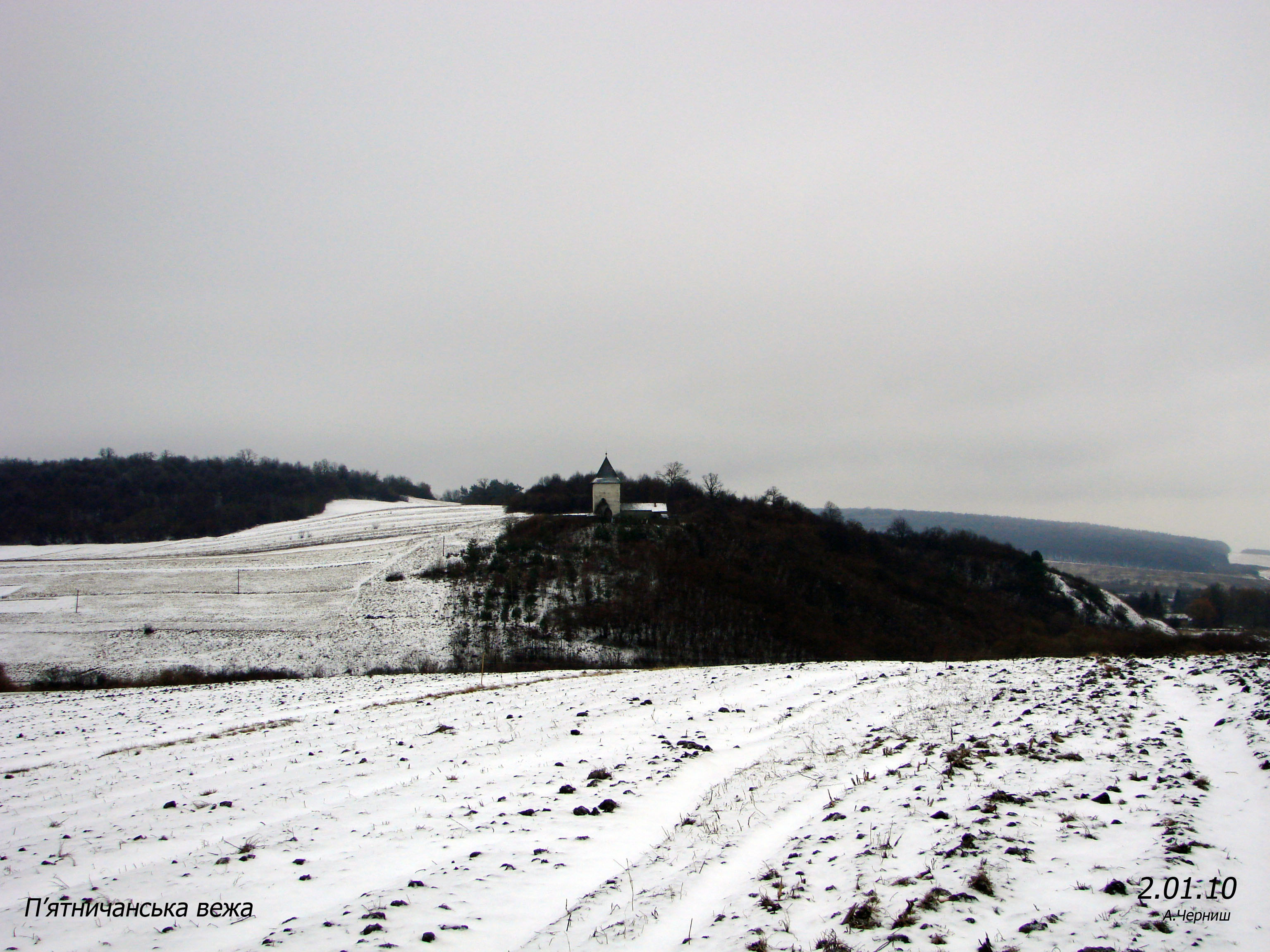
Wieża
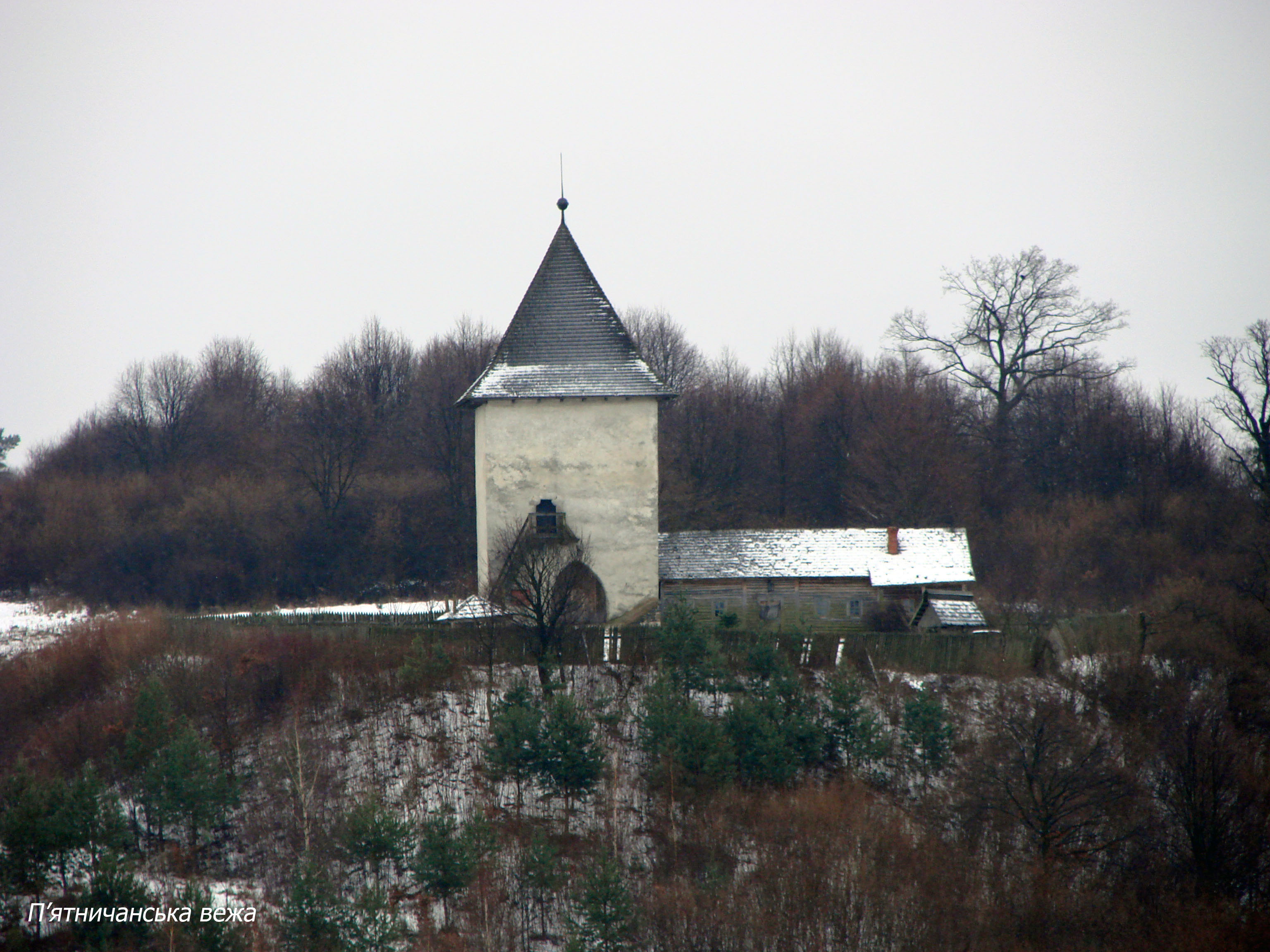
Wieża
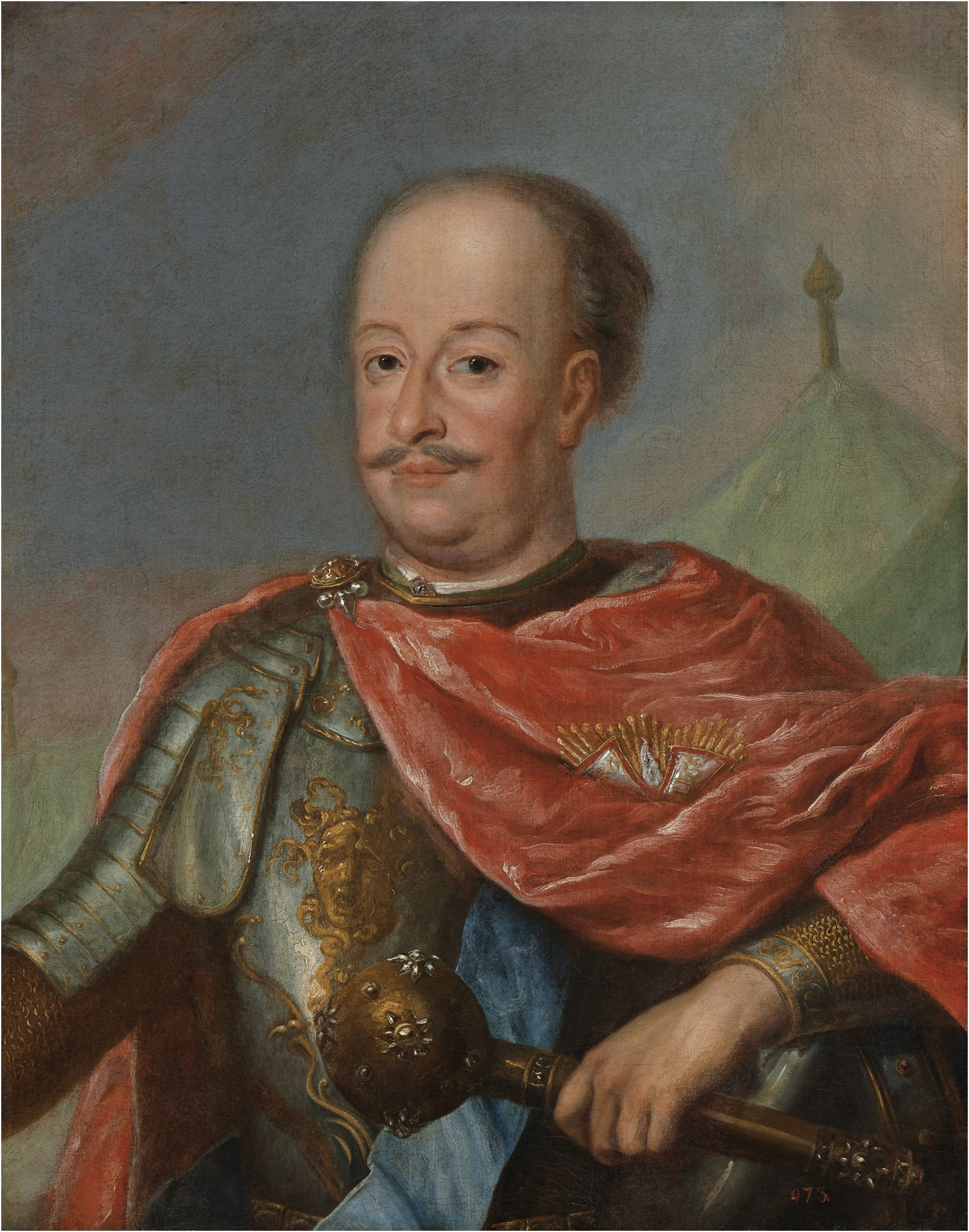
Adam Mikołaj Sieniawski
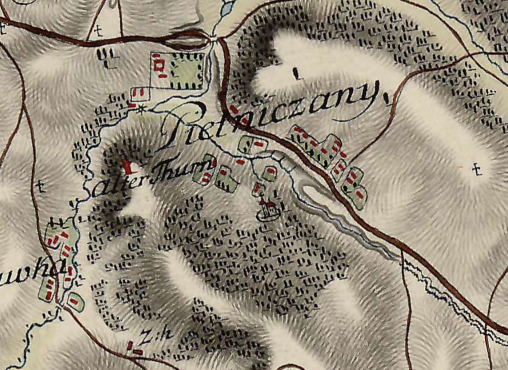
Wieś na XVIII w. mapie